# Décès en avril 1945
Décès
- 1941
- 1942
- 1943
- 1944
- 1945
- 1946
- 1947
- 1948
- 1949

Pour une information complémentaire, voir la page d'aide.

| Date     | Nom               | Activités                                | Âge | Source |
| -------- | ----------------- | ---------------------------------------- | --- | ------ |
| 19 avril | Albert Hermann    | Archéologue et géographe allemand.       | 59  |        |
| 21 avril | Margaret Dryburgh | Missionnaire presbytérienne britannique. | 55  |        |